# Alcazar d'hiver
Pour les articles homonymes, voir Alcazar et Alcazar (Paris).
L'Alcazar d'hiver – ou plus couramment l'Alcazar – est un café-concert parisien ouvert en 1858 et disparu en 1902, anciennement situé 10, rue du Faubourg-Poissonnière dans le Xe arrondissement.

## Historique
Le lieu est d'abord dirigé par le chanteur Joseph Mayer sous le nom d'Alcazar lyrique avant qu'Arsène Goubert n'en prenne les rênes. Ce dernier débauche la chanteuse Thérésa à son concurrent, l'Eldorado. Elle chante pour la première fois en tant que comique et remporte un triomphe, devenant la première véritable vedette de caf'conç.
Goubert acquiert un autre établissement sur les Champs-Élysées qu'il baptise Alcazar d'été. La salle du faubourg Poissonnière devient alors logiquement l'Alcazar d'hiver.
Le lieu va souvent changer de propriétaire et de nom à la suite du départ de Thérésa : théâtre Moderne (1890), Alcazar (1893), Petit Théâtre français (1896). Il sera démoli en 1902 pour laisser place à des bureaux.
Un nouvel Alcazar est ouvert par Jean-Marie Rivière en 1968 dans le VIe arrondissement de Paris. Ce cabaret-restaurant est en activité au début du XXIe siècle.

## Principaux artistes programmés
Dans son Dictionnaire historique des cafés-concerts et des music-halls de Paris, Philippe Chauveau précise les artistes ayant été pensionnaires de l'Alcazar d'été, dont les suivants :
- Armand Ben
- Jeanne Bloch
- Paula Brébion
- Eugénie Buffet
- Charlus
- La Goulue
- Anna Thibaud
- Thérésa
- Eugène Damien

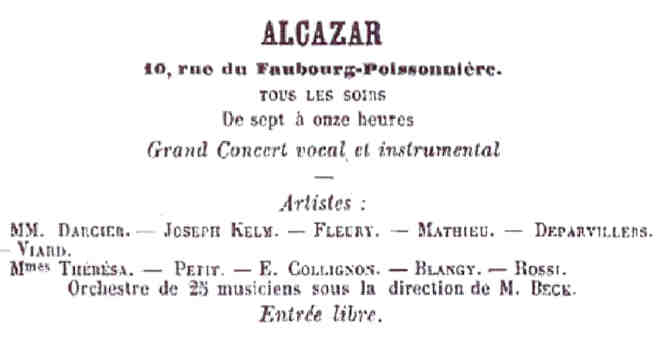
Annonce de l'Alcazar en 1863. On y relève les noms de Joseph Darcier, Joseph Kelm et Thérésa.

On peut également citer Joseph Darcier, Joseph Kelm ou encore Paula Browns[réf. nécessaire] de l'Eldorado.

## Sources et bibliographie
- Philippe Chauveau, « Dictionnaire historique des cafés-concerts et des music-halls de Paris, suivi d'un article sur les établissements de province » in André Sallée et Philippe Chauveau (dir.), Music-hall et Café-concert, Bordas, 1985, p. 113-189  (ISBN 2-04-016371-9)
- François Caradec et Alain Weill, Le Café-concert, Fayard, 2007   (ISBN 978-2213631240)

## Galerie d'affiches

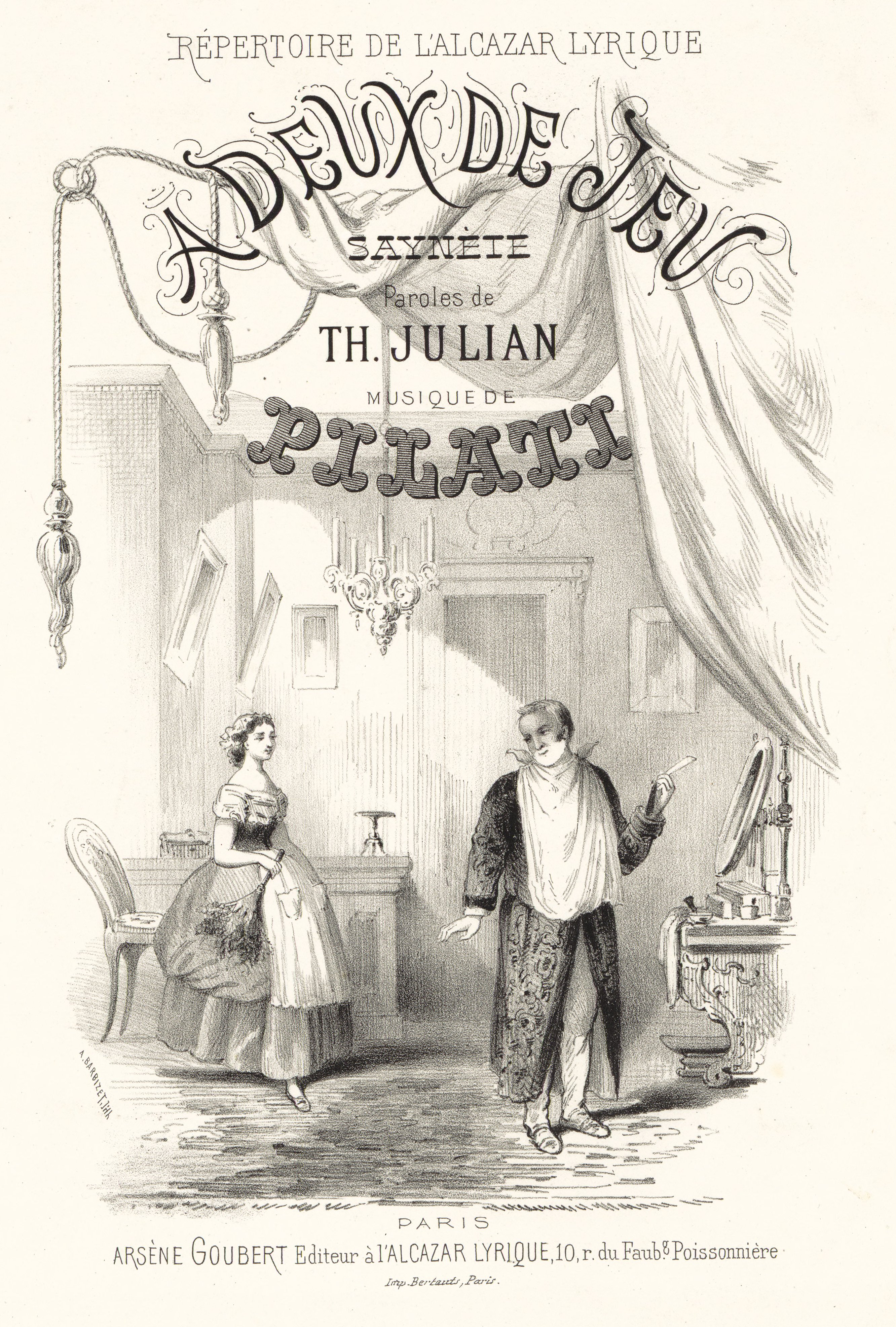
1860
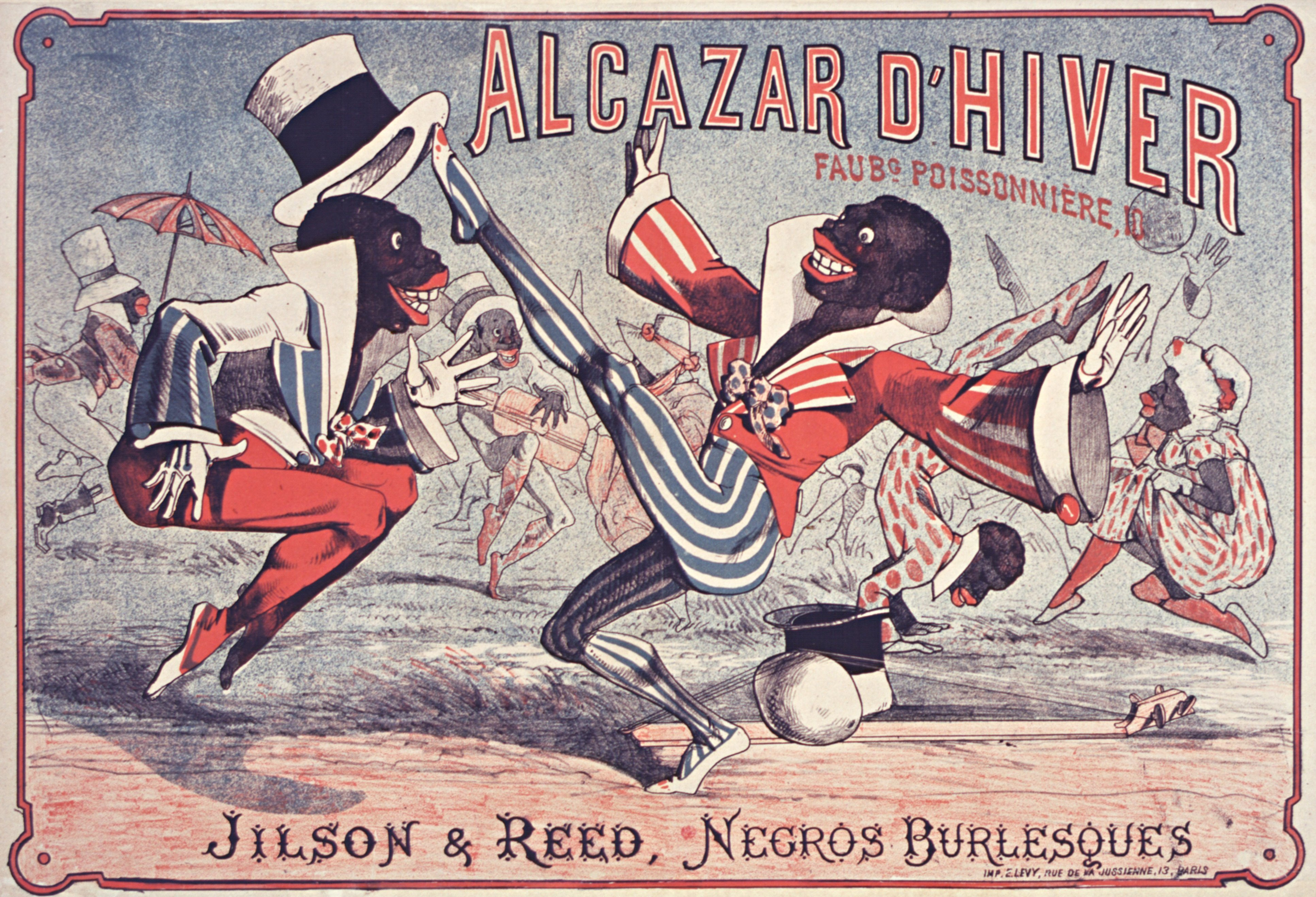
1878
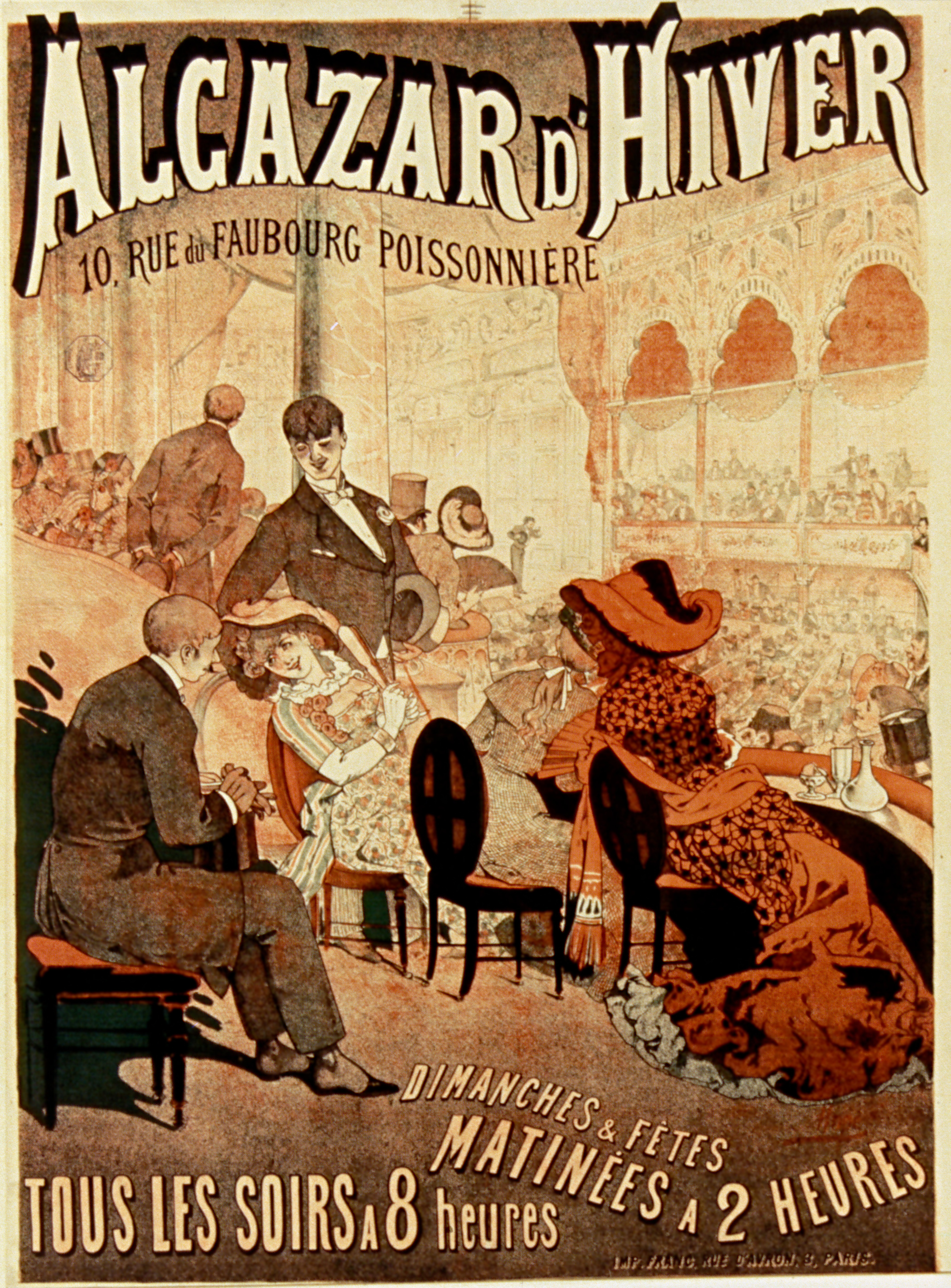
1882
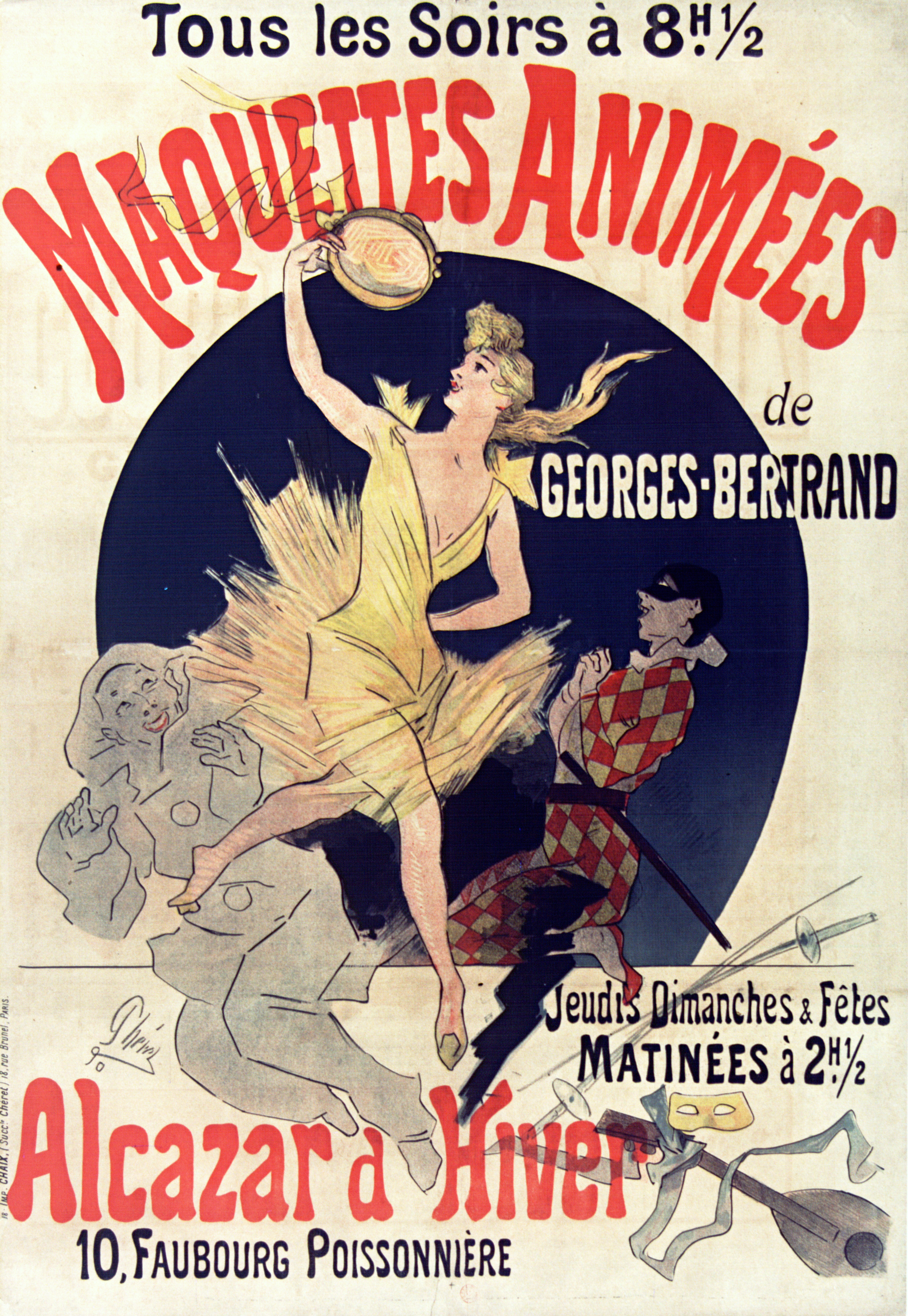
1890
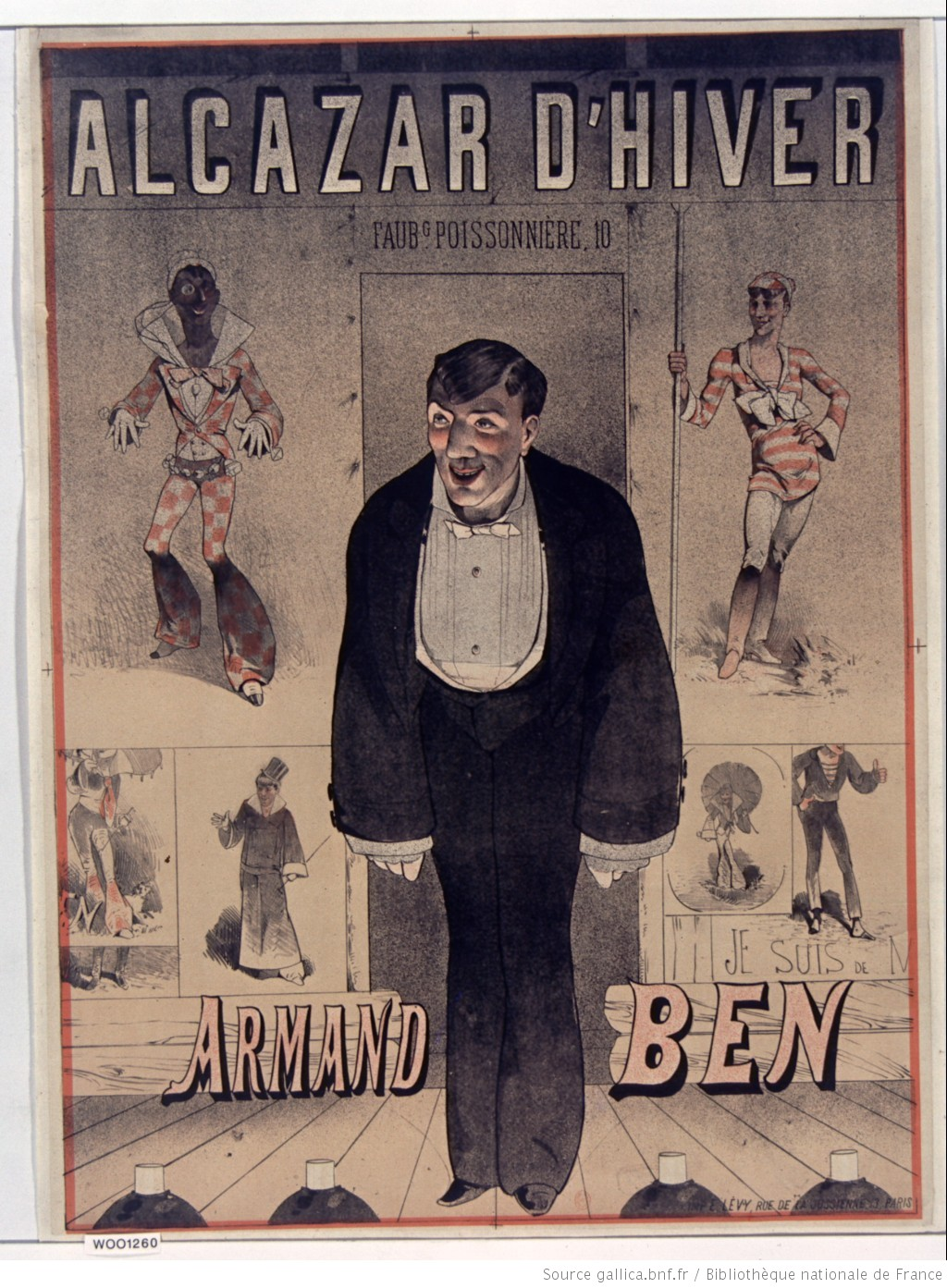
Armand Ben, peut-être en 1890